# Елен Уест
Елен Уест е пациент с анорексия нервоза, която става един от най-известните примери за екзистенциален анализ. Нейния проблемен живот завършва със самоубийство чрез смъртоносна доза отрова на 33 години.
През 1944 г. нейния швейцарски психиатър Лудвиг Бинсвангер (1881–1966), публикува обезпокояващи данни за нейния живот. Нейния личен дневник и поезия, които съдържат точни детайли за емоциите и психологическото ѝ състояние са използвани в разказа за нея.